# Ulrich von Wackerbarth
Ulrich von Wackerbarth (* vor 1573 in Schwerin; † vermutlich 1659) war ein deutscher Domherr, ständischer Landrat in Sachsen-Lauenburg und der letzte Domdechant in Schwerin.

## Leben
Ulrich von Wackerbarth entstammte dem sachsen-lauenburgischen Uradelsgeschlecht von Wackerbarth. Er war ein Sohn des Schweriner Domdechanten und Erbherrn auf Kogel (heute Ortsteil von Sterley) Otto von Wackerbarth und dessen Frau Anna, geb. von Sperling (1550–1590). Über seine Jugend und Ausbildung ist wenig bekannt.
Er ist bereits 1573 als Aspirant auf eine Domherren-Präbende in Schwerin verzeichnet. 1610 war er residierender Domherr und wurde vom Domkapitel zum Structuarius mit der Aufsicht über den Dombaumeister bestimmt. Am 9. Januar 1619 wurde er Senior des Kapitels und 1634 Domdechant. Seine Amtszeit war geprägt durch die Folgen des Dreißigjährigen Krieges. 1628 war Mecklenburgs durch Wallenstein besetzt worden, der auch mit dem Stift belehnt worden war. Das Domkapitel wurde vertrieben, und, wie es in der von Wackerbarth gegengezeichneten Capitulation des Herzogs Adolph Friederich von Meklenburg über die Administration des Stiftes Schwerin bei der Wiederherstellung des Stifts 1634 hieß, seiner Güter und Einkünfte priviret vnd destituiret. Nach dem Tod des Dompropsten Otto von Estorff 1638 unterblieb zunächst die Wahl eines Nachfolgers. 1642 wurde nach einer Erklärung der Domherren Ulrich von Wackerbarth von ihnen zum Dompropst erwählt. Dadurch, dass Herzog Adolf Friedrich als Administrator die Wahl nicht anerkannte, kam er aber nicht mehr zur Geltung als solcher. Wenig später wurde das Stift im Westfälischen Frieden endgültig säkularisiert und fiel als nun weltliches Fürstentum an Mecklenburg-Schwerin.
Von seinem Vater übernahm Ulrich von Wackerbarth den Hof auf dem Schelfbauhof, das heutige Schleswig-Holstein-Haus. 1651 beanspruchte der Herzog auch diesen ehemaligen Kapitelsbesitz für sich. Er blieb jedoch in der Familie Wackerbarth.
Wackerbarth war auch im Stammland der Familie Sachsen-Lauenburg aktiv, wo er Mit-Herr auf Kogel und ständischer Landrat war. Am 19. September 1619 gehörte er zu den Unterzeichnern der Erneuerung der Union der lauenburgischen Ritter- und Landschaft. Darin bekräftigt die Ritterschaft die in ihrer Union von 1585 verankerten Rechte und Privilegien. Es werden vier Mitglieder zu Ältesten gewählt, darunter Ulrich von Wackerbarth zu Kogel. Die anderen waren Hartwig von Perkentin zu Zecher,  Otto von Schack zu Gülzow und Joachim von Bülow zu Gudow und Wehningen. Die vier Ältesten sollen gemeinsam mit einem Advokaten einen ständigen Ausschuss bilden und berechtigt sein, in allen Fällen im Namen der Ritter- und Landschaft zu handeln. 1630 kam es zu einem Konflikt mit Herzog August, der ihn vom Landtag ausschließen wollte. Auf Drängen der Ritterschaft ließ der Fürst ihn jedoch zu den folgenden Landtagen wieder zu.
Ulrich von Wackerbarth war verheiratet mit Margarethe, geb. von Brockdorff aus dem Hause Tralau. Mit ihr gemeinsam stiftete er 1616 einen Messing-Kronleuchter mit 2 × 9 Armen für den Dom, der dort bis heute erhalten ist. Der 1607 geborene Sohn des Paares, Otto von Wackerbarth († 19. September 1670), wurde Hofmarschall der Herzöge Adolf Friedrich und Christian Ludwig; er heiratete 1636 Margaretha Catharina von Dannenberg, mit der er den Sohn Christian Ulrich (1641–1701) sowie zwei Töchter hatte; in zweiter Ehe heiratete er 1653 Magdalena von Ahlefeld.